# Последний Новик
«После́дний Нови́к, или Завоева́ние Лифля́ндии в ца́рствование Петра́ Вели́кого» (рус. дореф. «Послѣдній Нови́къ, или Завоеваніе Лифляндіи въ царствованіе Петра Великаго») — роман Ивана Лажечникова, один из первых русских исторических романов. Впервые издан в четырёх частях, в течение 1831—1833 годов.

## Сюжет
«Последний Новик» — роман многогеройный и довольно запутанный. Во всем сочинении господствует одна идея — любовь к родине и слава очень идеализированного царя Петра I. Показываются сразу несколько сюжетных линий, рассказывающих о: Адольфе и Густаве Траутфеттерах и их дяде бароне Фюренгофе; Рейнгольде Паткуле и мести его Карлу XII; баронессе Амалии Зегевольд — «патриотке» и дипломатке, и её дочери Луизе; Петре I и борьбе его с Карлом; наконец, о Катерине Рабе, женихе её цейгмейстере Вульфе и втором отце пасторе Эрнсте Глюке. Главное лицо в романе — Владимир (он же Вольдемар) по прозвищу Последний Новик — незаконный сын царевны Софьи Алексеевны и князя Василия Голицына. Отлученный от отечества, он добивается возвращения любыми способами.
Судьба Катерины Рабе не менее занимательна: она стала впоследствии Императрицей Екатериной I.

## Реакция на книгу
Сразу после своего первого издания в полном виде роман имел успех как у читателей, так и у критиков. В частности, В. Г. Белинский оценил «Последний Новик» как «произведение необыкновенное, ознаменованное печатию высокого таланта», не лишенное некоторых недостатков, не удивительных, впрочем, для первого произведения в своём роде, отметив «смелое и обильное воображение», «жизнь и движение в рассказе», «живопись лиц и характеров» (в частности, назвав одну из его героинь «одним из таких созданий, которым позавидовал бы и сам Бальзак») и охарактеризовал автора как «первого русского романиста».
На волне успеха, Лажечников через министра народного просвещения преподнёс экземпляр романа императору Николаю I и его супруге, которые также оценили произведение и пожаловали автору бриллиантовый перстень.